# P705i
FOMA P705i（フォーマ・ピー なな まる ご アイ）は、パナソニック モバイルコミュニケーションズによって開発された、NTTドコモの第三世代携帯電話 (FOMA) 端末である。

## 概要
- ワンセグ端末としては最薄の12.8ミリを実現。ワンセグ受信用アンテナを内蔵している。同時発表されたP905i、P905iTVと異なり、VIERAケータイの名は付いていない。モバイルPEAKSプロセッサーを搭載。
- ワンプッシュオープンに対応している。
- ミュージック機能は、着うたフル（うたホーダイ）/ SD-Audio(AAC/AAC+SBR) /Windows Media Audioに対応している。Windows Media Audioにも対応しているため、定額制音楽配信Napsterが利用が出来る。
  - SD-Jukebox等の音楽管理ソフトは付属されていないので、別途用意する必要がある。イヤホンも平型ジャックが無くなり、充電・通信端子に接続するアダプタが必要となった。
- インカメラを備えていないため、テレビ電話で自分の顔を送信することはできない。

| 主な対応サービス           | 主な対応サービス                    | 主な対応サービス           | 主な対応サービス                                     |
| -------------------------- | ----------------------------------- | -------------------------- | ---------------------------------------------------- |
| DCMX／おサイフケータイ     | うた・ホーダイ                      | 着うたフル／着うた         | デジタルオーディオプレーヤー(WMA)(AAC)(SDオーディオ) |
| 直感ゲーム／メガiアプリ    | Music&Videoチャネル／ビデオクリップ | 3Gローミング（WORLD WING） | プッシュトーク                                       |
| FOMAハイスピード           | GPS／ケータイお探し                 | デコメール／デコメ絵文字   | iチャネル                                            |
| 着もじ                     | テレビ電話／キャラ電                | 電話帳お預かりサービス     | フルブラウザ                                         |
| おまかせロック／バイオ認証 | 外部メモリーへiモードコンテンツ移行 | トルカ                     | iC通信／iCお引越しサービス                           |
| きせかえツール／マチキャラ | バーコードリーダ／名刺リーダ        | 2in1                       | エリアメール                                         |

1. ↑  「しゃべる」のみ対応。
2. ↑  BモードのメールはWebメールとなる。

### プリインストールiアプリ
- 七田式!記憶耳アプリ
- もじリスヘキサ
- カウントダウントレイン-P
- 地図アプリ
- 楽オク出品アプリ2
- iアプリバンキング
- FOMA通信環境確認アプリ
- Gガイド番組表リモコン
- iD設定アプリ
- DCMXクレジットアプリ

### ワンセグ機能
- EPG（録画予約も可）
- 外部メモリ（microSD）への録画
- 字幕放送
- マルチウィンドウ

## 歴史
- 2007年10月26日 - 電気通信端末機器審査協会 (JATE) 通過
- 2007年11月1日 - D905i・D705i・D705iμ・F905i・F705i・N905i・N905iμ・N705i・N705iμ・P905i・P905iTV・P705i・P705iμ・PROSOLID μ・SH905i・SH905iTV・SH705i・SO905i・SO905iCS・SO705i・L705i・L705iX・NM705iの開発が発表。
- 2007年11月6日 - 技術基準適合証明 (TELEC) 通過
- 2007年XX月XX日 - 連邦通信委員会 (FCC) 通過未確認
- 2008年1月10日 - 報道関係者向けの内覧会で実機を公開
- 2008年1月25日 - 発売開始

## 不具合
2008年4月15日に、以下の不具合の修正がソフトウェアの更新でなされた。
- メール本文入力画面において、特定の操作を行うと、端末がフリーズする場合がある
- 新規メール作成画面において、特定サイズの画像を添付すると、メール作成画面がエラー終了する
- 一部のUSBハンズフリー対応機器との接続時に、ハンズフリー機能が正常に動作しない場合がある

2008年5月27日に、以下の不具合の修正がソフトウェアの更新でなされた。
- iモード問い合わせによるメール受信以外、メールを自動的に受信できなくなる場合がある
- 時計表示が進んでしまい、発着信履歴が未来の日時で記録される場合がある

2008年9月18日に、以下の不具合の修正がソフトウェアの更新でなされた。
- メールの一覧表示（本文表示設定有り）をした状態で、ページ切替やカーソル移動など操作を行うと、再起動する場合がある

2009年1月8日に、以下の不具合の修正がソフトウェアの更新でなされた。
- イヤホンマイクを使用して通話すると、通話相手側で相手の声がエコーする
- メール宛先一覧画面で特定操作を行うと、端末が再起動する場合がある
- OFFICEEDのエリア表示設定を｢ON｣にしても、設定が「OFF」に戻る場合がある

2011年6月20日に、以下の不具合の修正がソフトウェアの更新でなされた。
- フォントサイズを変更すると、絵文字の色指定が有効にならない場合がある。